# Руше
Руше (словен. Ruše) је градић и управно средиште истоимене општине Руше, која припада Подравској регији у Републици Словенији.
По попису становништва из 2011. године насеље Руше имало је 4.503 становника.